# San Antonio Texas (Veracruz)
San Antonio Texas es una localidad en el municipio de Cosamaloapan de Carpio del estado mexicano de Veracruz. Se encuentra ubicado en la baja cuenca del río Papaloapan, cabecera de la junta auxiliar electoral municipal.
Cuenta con una economía frágil a medianamente estable, está basada en la ganadería y la agricultura, entre otras intermediarias. La principal fuente de ingresos es la agricultura siendo la siembra de caña de azúcar como su principal fuente de empleo; aunque cabe destacar que debido a su localización y a su privilegiado clima cálido húmedo se puede sembrar arroz, maíz, frijol, naranja, mandarina, coco, plátano, mango, calabaza, sorgo entre muchas otras.

## Toponimia
El origen histórico del nombre de Texas como comúnmente se le conoce es sin duda incierto; la versión más conocida y generalmente aceptada es la que se dice que dicho nombre se debió a que hubo asentamientos de norteamericanos que llegaron en embarcaciones por el río Papaloapan a lo que hoy es Tuxtepec Oaxaca dirigiéndose a este lugar a poner campamentos en la época conocida como «del Oro Verde».

## Contexto geográfico
San Antonio Texas se encuentra en la región denominada Sotavento con una altitud de 10 m s. n. m.  y con una superficie de 43.56 km² aproximadamente.
Texas está ubicado en la zona sur del municipio de Cosamaloapan de Carpio del estado mexicano de Veracruz, actualmente cuenta con una población de 2,107 habitantes donde limita al norte con el municipio de Tres Valles (Novara), al sur con el estado de Oaxaca (Tuxtepec, Oax.), al oriente con la localidad de Gabino Barreda y Santa Cruz, y al poniente con el estado de Oaxaca (Tuxtepec, Oax.).

## Hidrografía
La localidad se encuentra en la cuenca hidrológica RH-28 (cuenca del Papaloapan) es regado por el río Papaloapan y el río tonto que sirven como límite natural con los estados de Veracruz y Oaxaca. A través del río Papaloapan se desprende un riachuelo hacia el centro de la localidad donde en temporada de lluvia se abastece y en sequías se presenta nulo por lo que es llamado por los habitantes río viejo o río seco.

## Clima
Se presenta cálido húmedo la mayor parte del tiempo, lluvias en verano y otoño con precipitaciones arriba de los 1000 mm y la temperatura media anual es de 30 °C ligeramente extremosa.

## Flora y fauna
La localidad se encuentra cubierta por agroecosistemas dominado por diversos pastizales, cultivos de mango y sobre todo caña de azúcar entre otros.
Igualmente se encuentran árboles de pochota, múchite, cópite, mulato, palmeras de coco y coyol, así como el roble y el cedro, entre otras.
Debido a que en la mayor parte de la localidad están ocupadas por amplias regiones de pastizales y caña de azúcar es posible encontrar con cierta abundancia, especies menores o medianas, como: conejo, coyote, tacuazín o tlacuache, armadillo, comadreja, brazo fuerte u hormiguero, ardillas; reptiles como: iguanas, tortugas, lagartos y diversas víboras y serpientes (coralillo, nauyaca, chicotera, de agua y de tierra y muchas otras en menor proporción.
Así mismo coexisten en la región diversas especies de aves como: la urraca o picho, paloma torcaza, colibríes, petirrojos, pecho amarillo, pijul, calandria, golondrina, primavera, pájaro carpintero, gavilán, tórtolas (pepenchas), entre muchas otras.
Entre las especies que aún prevalecen pero que se encuentran en peligro de extinción por la destrucción de su hábitat y tráfico ilegal son: loros, pericos; así como la cacería para consumo humano, que principalmente se ejerce sobre las tortugas de río (chachagua, chopontil, tortuga pinta), iguanas y conejos de campo.

## Emigración
En Texas pueden observarse una gran cantidad de casas abandonadas y mujeres solas con hijos debido a las pocas oportunidades de empleo en la región por solo contar con la corta de caña de azúcar para abastecer al ingenio Tres Valles. Desde la década de los años 1990 la migración de los habitantes hacia Estados Unidos ha sido un hecho relevante.
Los pobladores de Texas cada vez emigran más a Estados Unidos o a otros estados mexicanos en busca de mejores condiciones de vida y mejores fuentes laborales.

## Educación y salud
Dentro de la localidad se imparte educación inicial en el kínder Clotilde Castillo Cuesta en la calle 5 de Mayo, educación básica por la escuela primaria Benito Juárez localizada en el centro de la localidad, la escuela telesecundaria Manuel Acuña y el Telebachillerato ambas en la calle 24 de Febrero.
En esta localidad es proporcionada por el centro de salud que satisface de servicio médico y medicinas para las familias de esta región así como las congregaciones vecinas; además de una unidad médica en la Congregación de las Peñitas.

## Organización territorial
La localidad cuenta con 5 congregaciones como son: Texas, Las Peñitas, El Chico Zapote, La Isleta y un lugar conocido como La Lomería.

## Infraestructura
La localidad cuenta con varias vías de comunicación alsfaltadas y mayormente de terracería que sirven de comunicación con el municipio de Cosamaloapan y de Tres Valles así como el acceso al estado de Oaxaca.
La principal vía de comunicación que pasa por el territorio es la carretera federal 175, la cual comunica los tramos Tuxtepec-Cd. Alemán.
En todo su recorrido es por toda la cuenca baja del Papaloapan, es una carretera asfaltada en ambos sentidos con un carril para cada uno de ellos, cruzando en por las congregaciones de las Peñitas, El Chico Zapote y La Isleta.

## Fiestas populares
En el mes de abril se celebra el carnaval de Texas. Se realizan otras festividades en fechas de celebración nacional y regional organizadas por el DIF municipal de Cosamaloapan.

## Administración municipal
Texas está constituido por una agencia municipal donde se ejerce el voto libre para la elección del agente municipal de la región así como para los comicios municipales estatales y federales.

## Zonas de esparcimiento popular
En la localidad de Texas se encuentra un parque que se encuentra en el centro de este lugar donde a su alrededor se encuentra la iglesia católica, cyber cafés, bares y tiendas de autoservicio.
Igualmente se encuentra el campo deportivo de fútbol y beisbol donde los jóvenes pueden hacer deporte.

## Transporte
Aquí se encuentra la base terminal de autobuses del Grupo Lobos, en el que hace un recorrido de Tres Talles Veracruz hacia Texas pasando por las principales localidades de la región. Iniciando operaciones con una unidad desde la ciudad de Tres Valles Veracruz a partir de las 5 am y de Texas a partir de las 6 am y así ambas cada 2 horas hasta las 7 pm y 8 pm respectivamente.
La ruta la cubre una sola unidad que hace el mismo recorrido desde las 5 am hasta las 9 pm todos los días (sábados y domingos inicia operaciones de 7 am a 9 pm)
Existen también taxis que circulan desde la mañana con un recorrido principal de Texas a Santa Cruz (Veracruz) además de que se pueden contar con los servicios especiales y privados.

## Religión
Actualmente existe una gran variedad de religiones en esta localidad siendo la principal la católica. También existen testigos de Jehová, pentecostales, entre otros.